# Old St Runius' Church

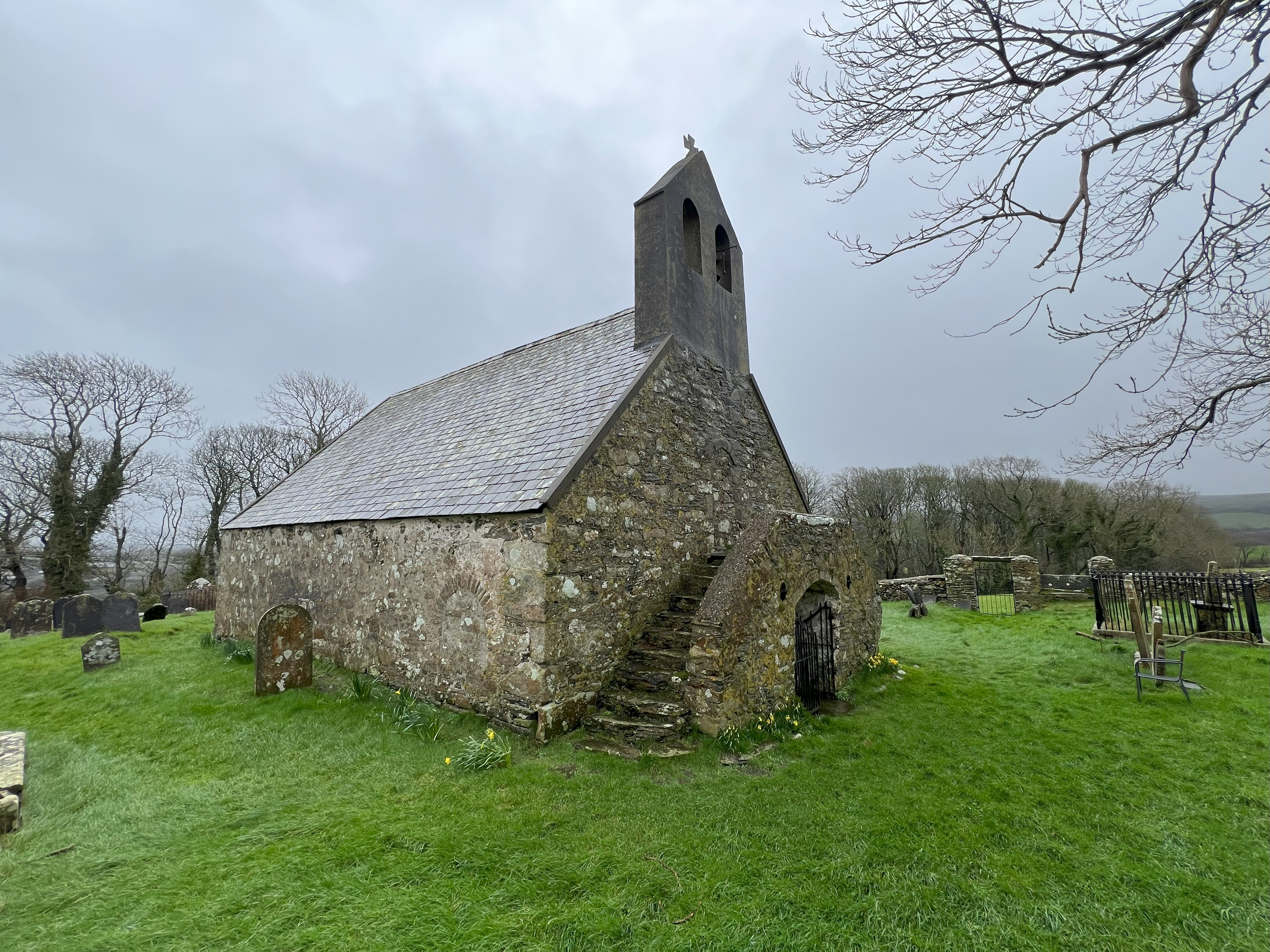
Old St Runius' Church vanuit het noordwesten.

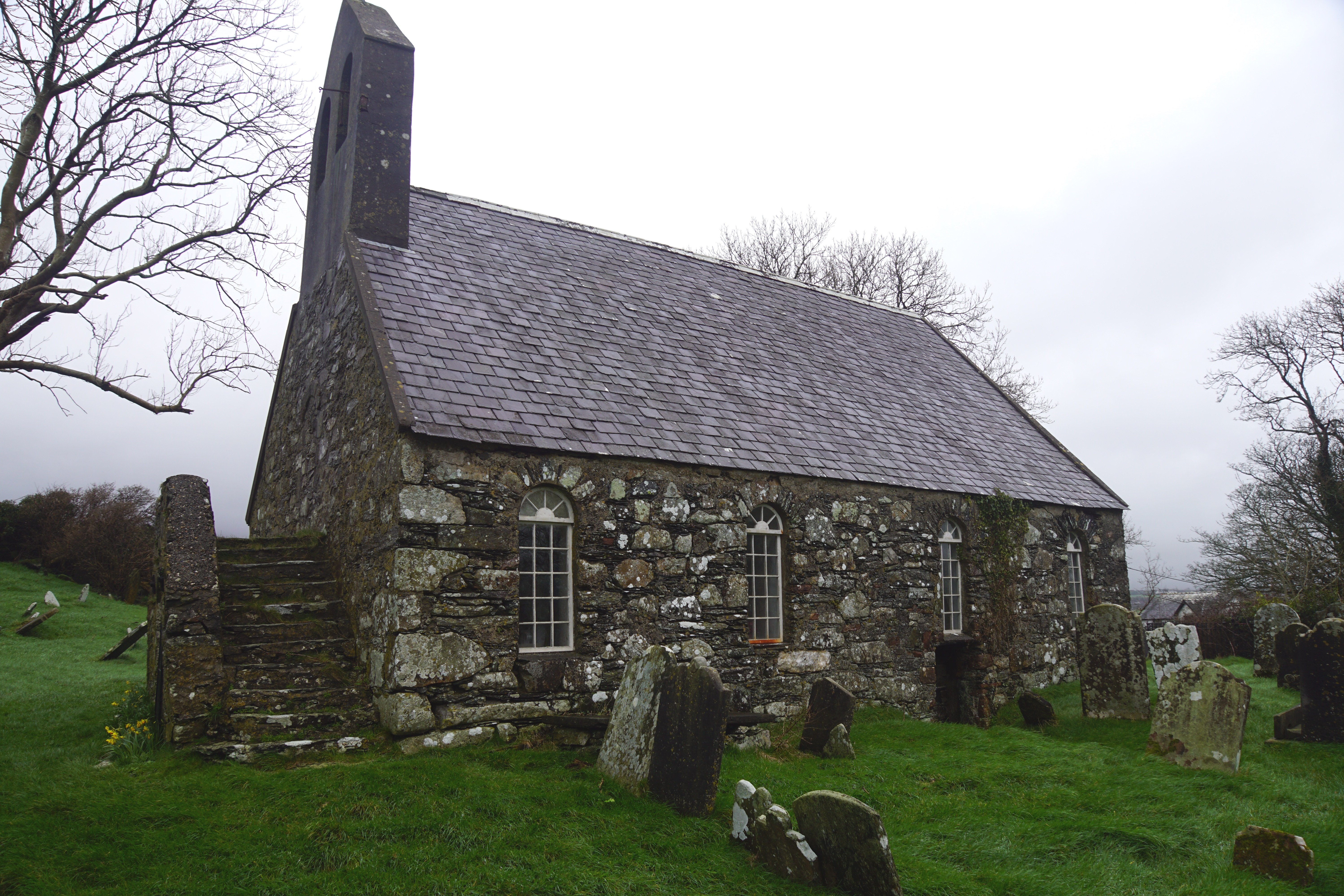
Gezien vanuit het zuidwesten. Onder het tweede raam van rechts is de dichtgemetselde zuidelijke toegang te zien.

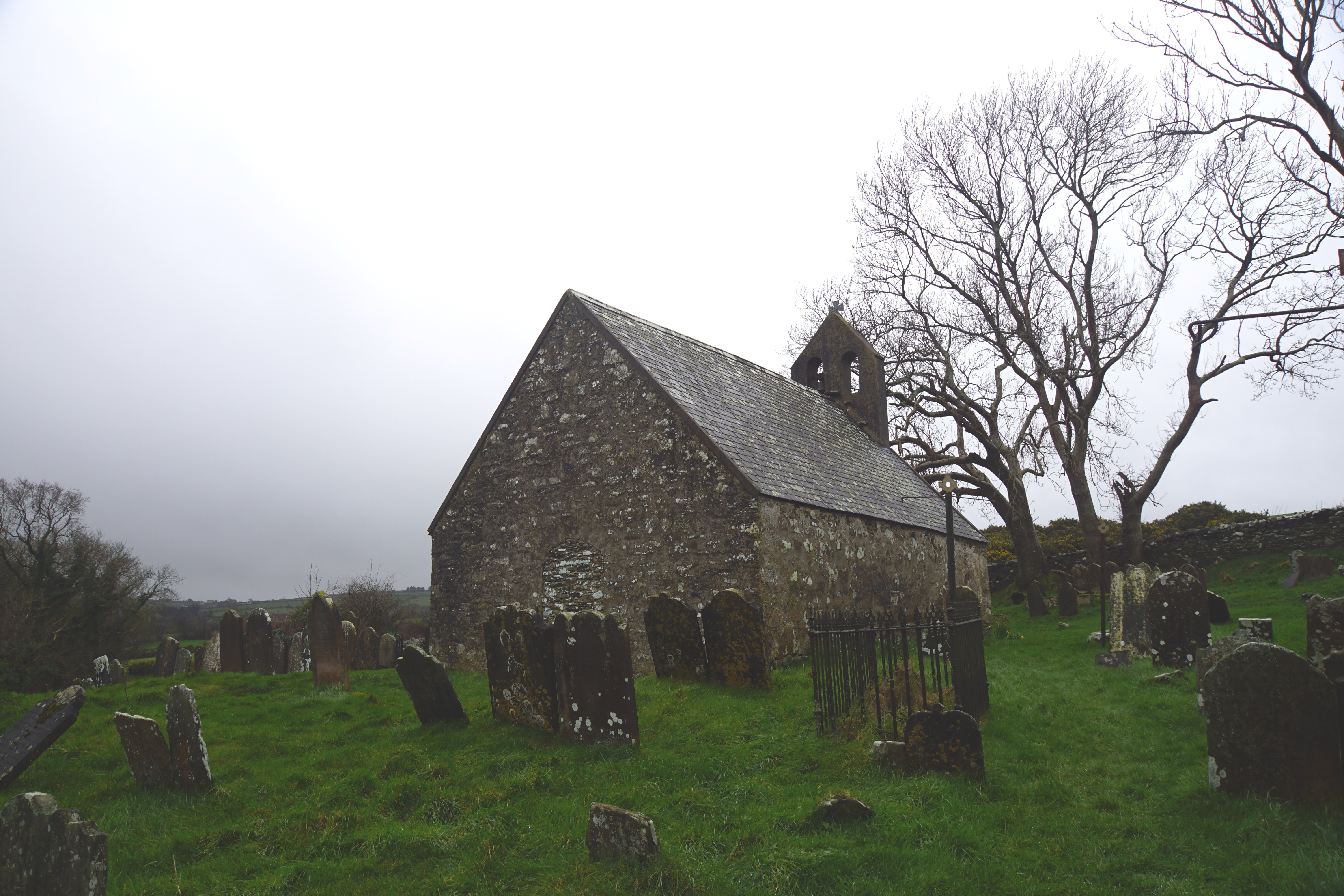
Old St Runius' Church uit het noordoosten. De toegang tot de rouwkapel werd in de 20e eeuw dichtgemetseld.

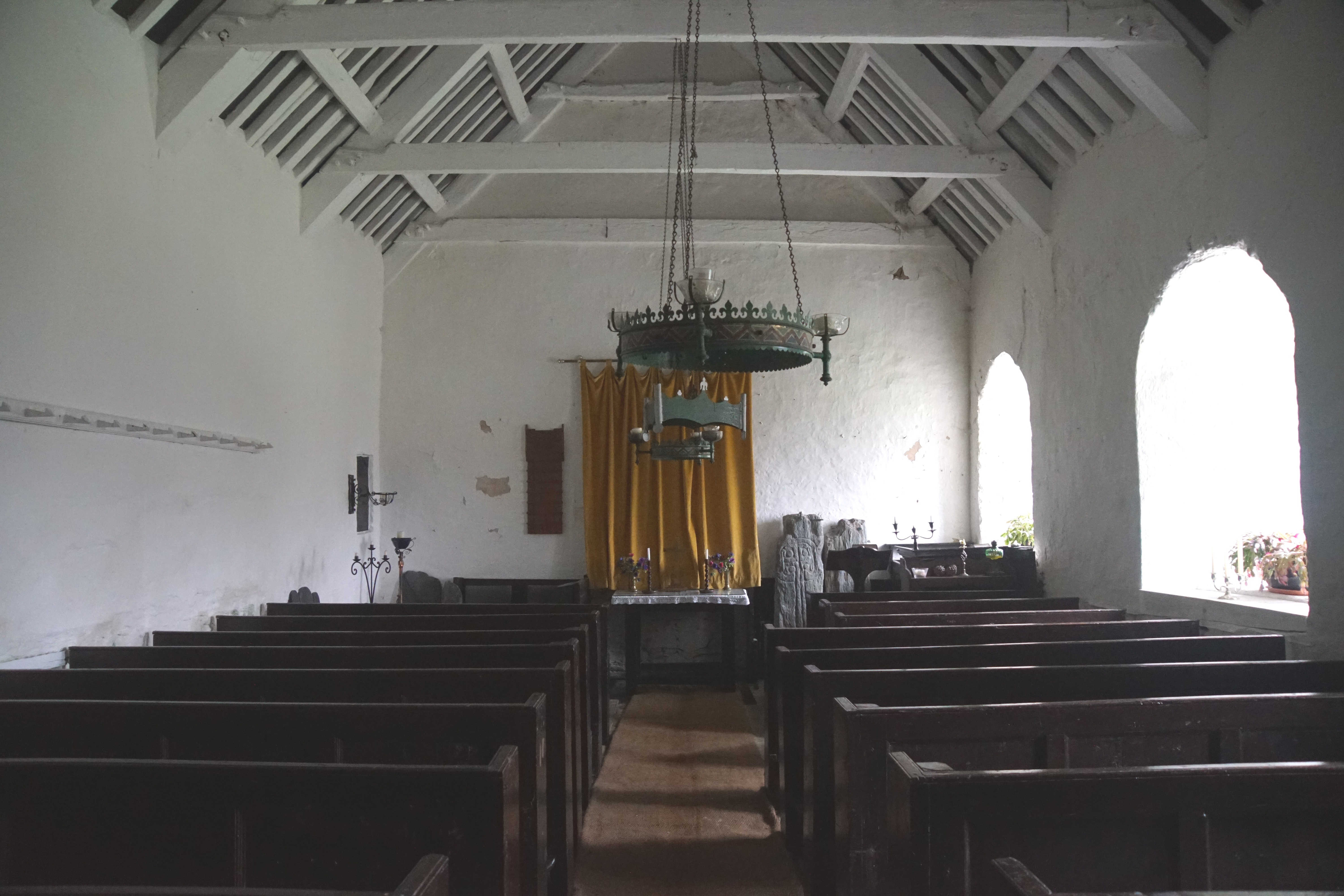
Het interieur.

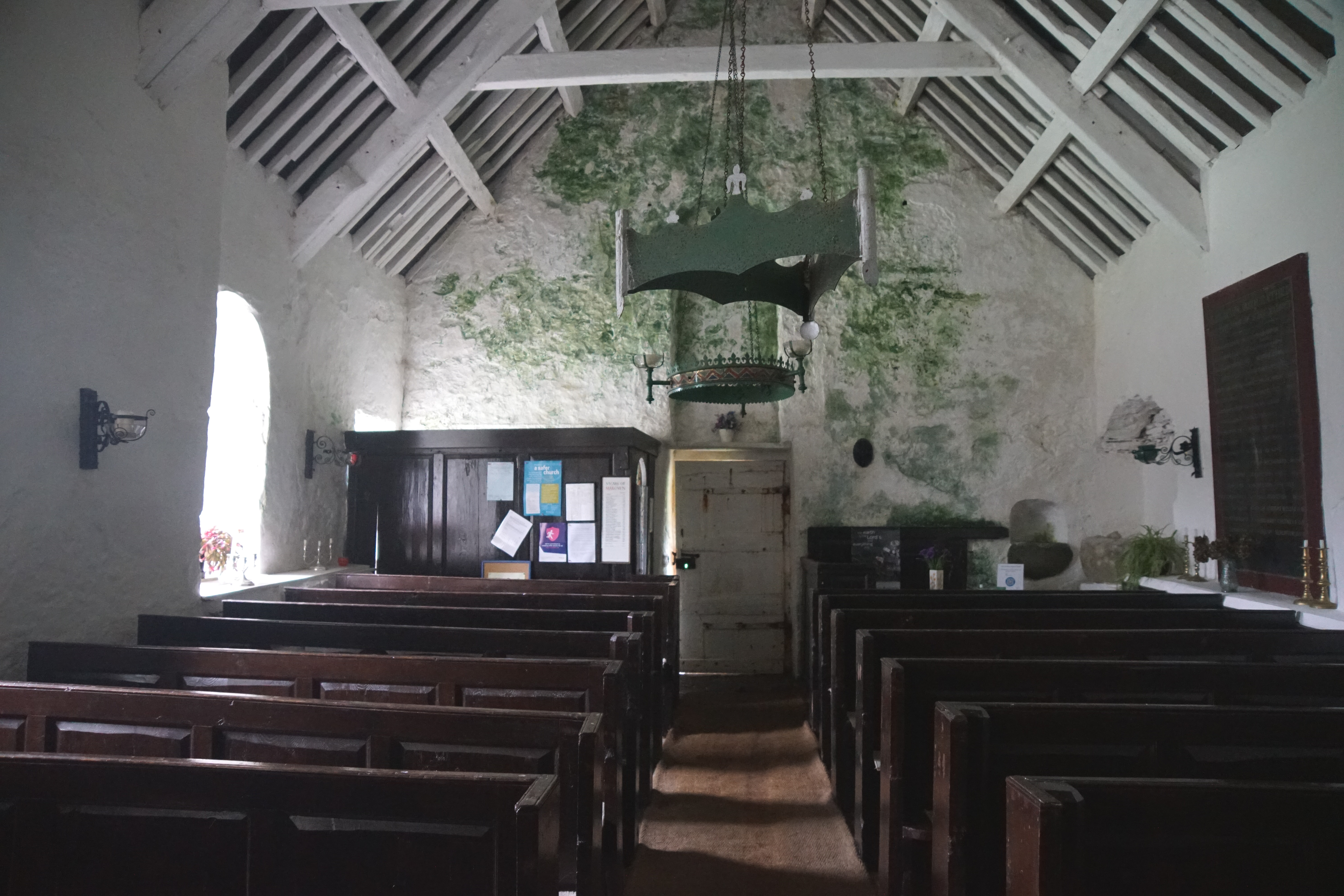
Interieur vanuit het oosten met linksachter de sacristie en rechtsachter het doopvont.

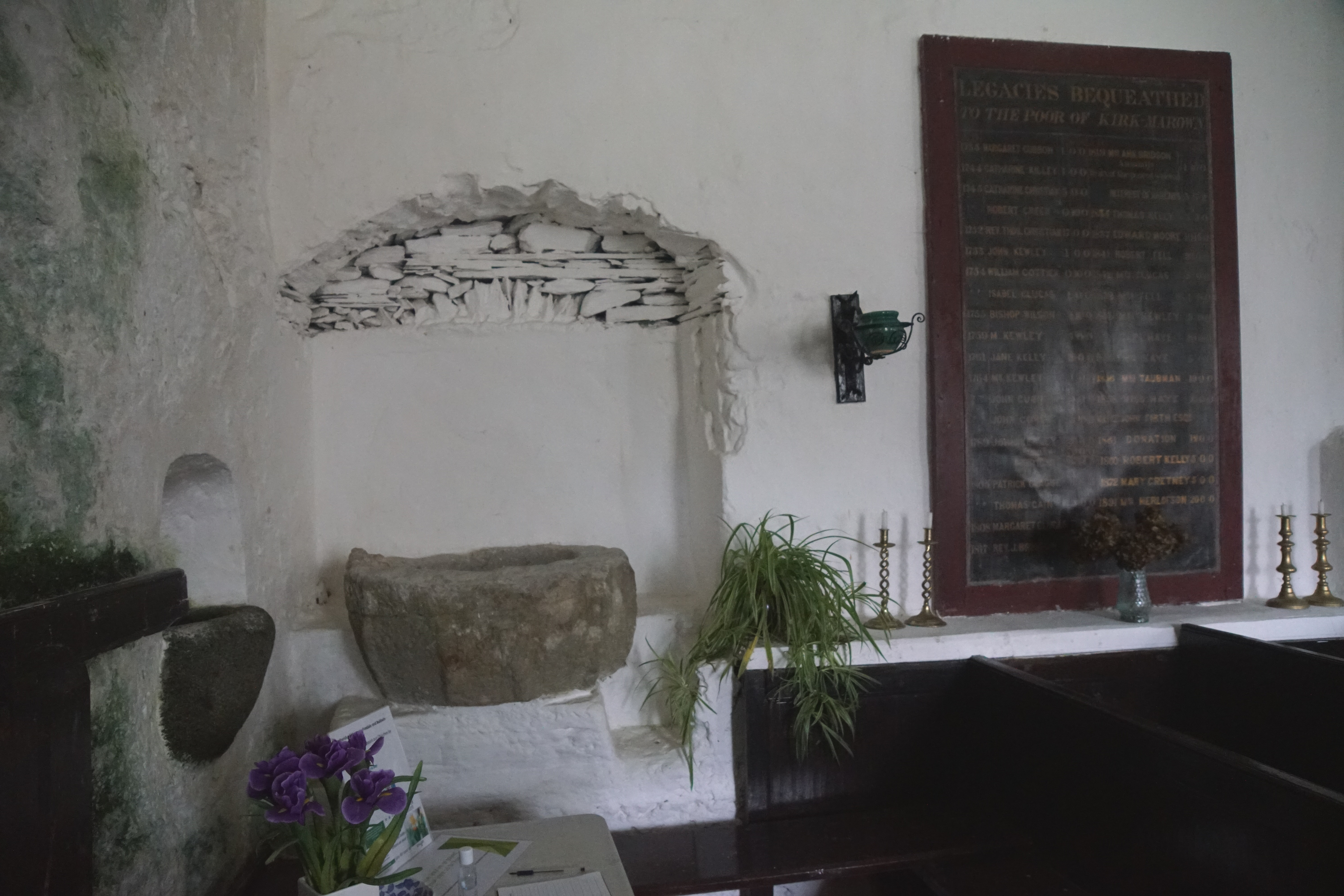
Het wijwaterbakje en de doopvont.

Old St Runius' Church, ook Marown Old Church en St Runns Church, is een vermoedelijk van oorsprong twaalfde-eeuwse kerk, gelegen in Crosby in de parish Marown op het eiland Man. Halverwege de achttiende eeuw werd de kerk uitgebreid. De kerk werd een rouwkapel halverwege de negentiende eeuw toen een nieuwe parochiekerk in gebruik werd genomen. Sinds 1959 wordt de kerk weer voor kerkdiensten gebruikt. Old St Runius' Church is het beste voorbeeld van hoe een parochiekerk op Man eruitzag in de middeleeuwen.

## Geschiedenis
Old St Runius' Church is gewijd aan Sint Runa, de derde bisschop van Sodor. Het is onbekend of dit een lokale heilige was of een van de vele Ierse heiligen die Ronan heten. De vroegste referentie aan deze kerk stamt uit de dertiende eeuw wanneer Olaf II de kerk schenkt aan Whithorn Priory in Galloway. In de 21e eeuw in het oudste deel het middelste deel van het kerkgebouw. Van deze kerk wordt gezegd dat er drie vroege bisschoppen begraven zijn; het is waarschijnlijker dat deze werden begraven in het nabijgelegen St Trinian's.
In 1754 werd de kerk uitgebreid met een klokkentoren op het dak en een westelijke galerij in de kerk met een toegang aan de westzijde van de kerk.
In 1844 werd Old St Runius' Church onveilig verklaard, maar het duurde tot 1849 dat een nieuwe parochiekerk klaar kwam in de vallei van Glen Vine. In deze periode werd de kerk aangepast om als rouwkapel te fungeren. De fundamenten van het koor werden in 1906 herontdekt. Hierbij werd in de zuidoostelijke hoek van het voormalige koor primitief metselwerk ontdekt dat waarschijnlijk deel uitmaakte van de vroegere veldkerk, dus van vóór de parochiekerk. De originele vloer van deze kerk lag 0,6 meter lager.
De westelijke galerij in de kerk werd voor de rouwkapel eveneens verwijderd en de toegang ertoe geblokkeerd. Ook werd de kerk met tweevijfde ingekort door het koor aan de oostzijde te verwijderen. In de nieuwe oostmuur werd een grote toegang gemaakt zodat men makkelijk met een doodskist erdoor kon. In de vroege twintigste eeuw werd deze toegang dichtgemaakt. In 1959 werd Old St Runius' Church weer in gebruik genomen voor kerkdiensten.

## Beschrijving
Old St Runius' Church is gelegen aan de noordwestelijke kant van de Garth Road in parish Marown. De kerk heeft een rechthoekige plattegrond en is west-oostelijk georiënteerd. Eromheen bevindt zich een begraafplaats. Vanaf de weg bevindt zich de toegang tot de begraafplaats aan de noordoostelijke zijde.  In de zuidwestelijke hoek is er een toegang die stamt uit 1758 nadat men had geconcludeerd dat de toenmalige toegang te steil was voor vrouwen en bejaarden.
De muren van Old St Runius' Church bestaan uit puin van verschillende steensoorten, waaronder leisteen, graniet en rode zandsteen.
De ingang van de kerk bevindt zich aan de westzijde onder een dubbele trap die naar de westelijke galerij leidde. Dit westelijke toegangsportaal steekt 4,6 meter uit en  stamt uit 1754. De geplaatste deur is deels afkomstig uit St Trinian's, in ieder geval de deurpost.  De dubbele klokkentoren op de westgevel stamt ookt uit 1754, al zou het een herplaatsing kunnen zijn van een reeds bestaande klokkentoren.
De westelijke galerij werd verwijderd rond 1850 en de toegang ertoe dichtgemetseld. Old St Runius' Church heeft vier achttiende-eeuwse ramen in georgiaanse stijl met bogen aan de bovenzijde aan zowel de zuidzijde als de noordzijde. Het koor werd rond 1850 verwijderd en in de nieuwe oostelijke muur werd een grote toegang gemaakt die zo'n vijftig jaar later werd dichtgemetseld; de locatie van deze deur is nog herkenbaar in het metselwerk.
Aan de zuidzijde bevond zich oorspronkelijk een toegang tot de kerk; deze is herkenbaar onder het tweede raam geteld vanuit het oosten. Aan het westelijk uiteinde van de noordzijde bevindt zich een opgevulde opening die hoogstwaarschijnlijk verbonden was met het doopvont dat zich daar in de kerk bevindt.
In de kerk bevindt zich een ruwstenen altaar op een houten mensa. Het doopvont en het wijwaterbakje zijn van lokaal graniet. Het doopvont bevindt zich in een brede nis met primitieve boog in de noordelijke muur; het wijwaterbakje bevindt zich in een nis met boog in de westelijke muur. De kerkbanken zijn typisch georgiaans. Er hangen Victoriaanse kandelaars in de vorm van een kroon aan het plafond. In de zuidwestelijke hoek is middels hergebruikte houten panelen een sacristie gecreëerd. In de kerk bevinden zich een aantal (resten van) grafmonumenten uit de achttiende eeuw. Op de begraafplaats bevindt zich onder meer een simpel Victoriaans mausoleum van cement voor de familie Christian-Clucas van Ballaquinnea Mooar.

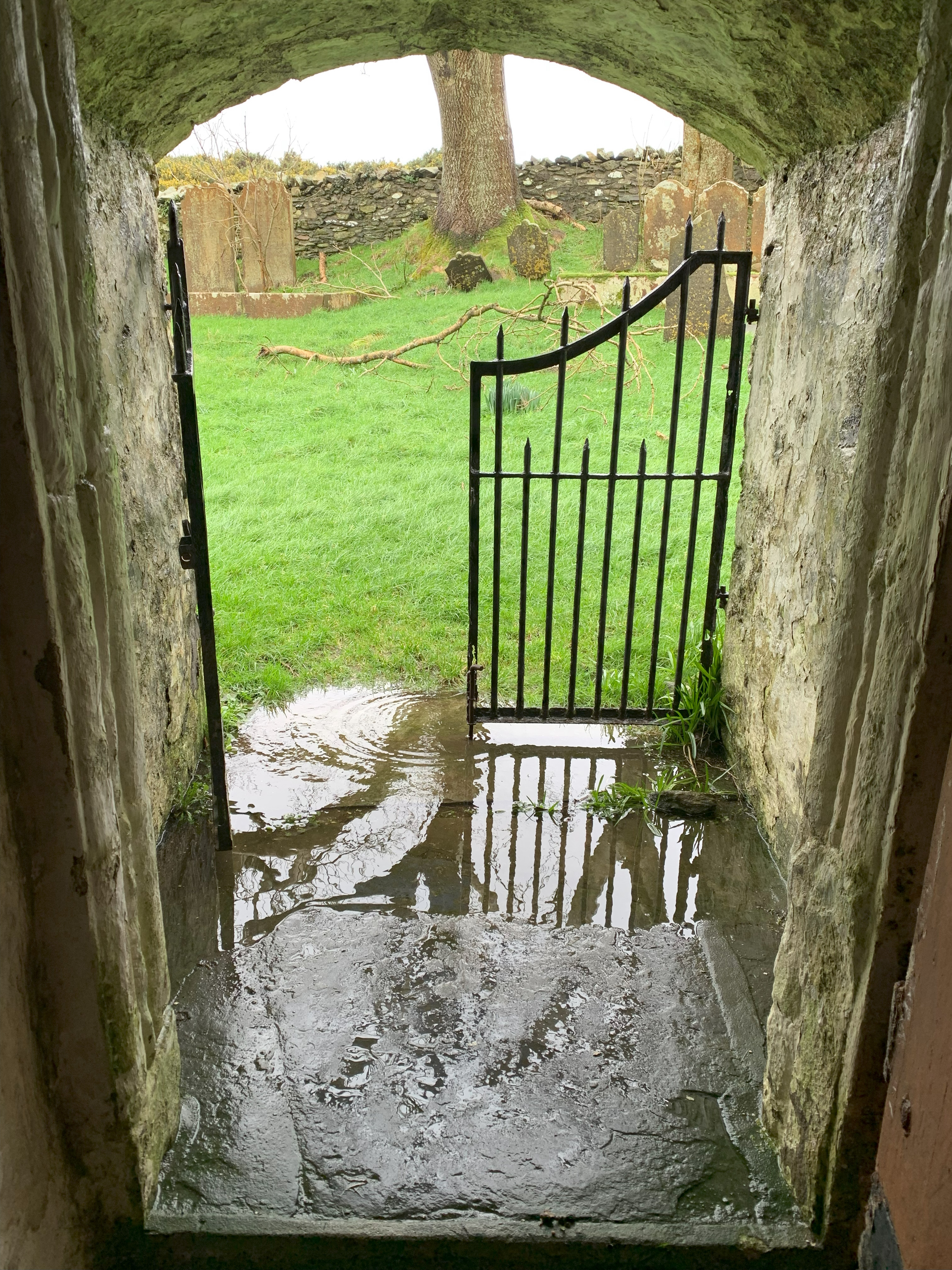
In het westelijke toegangsportaal.
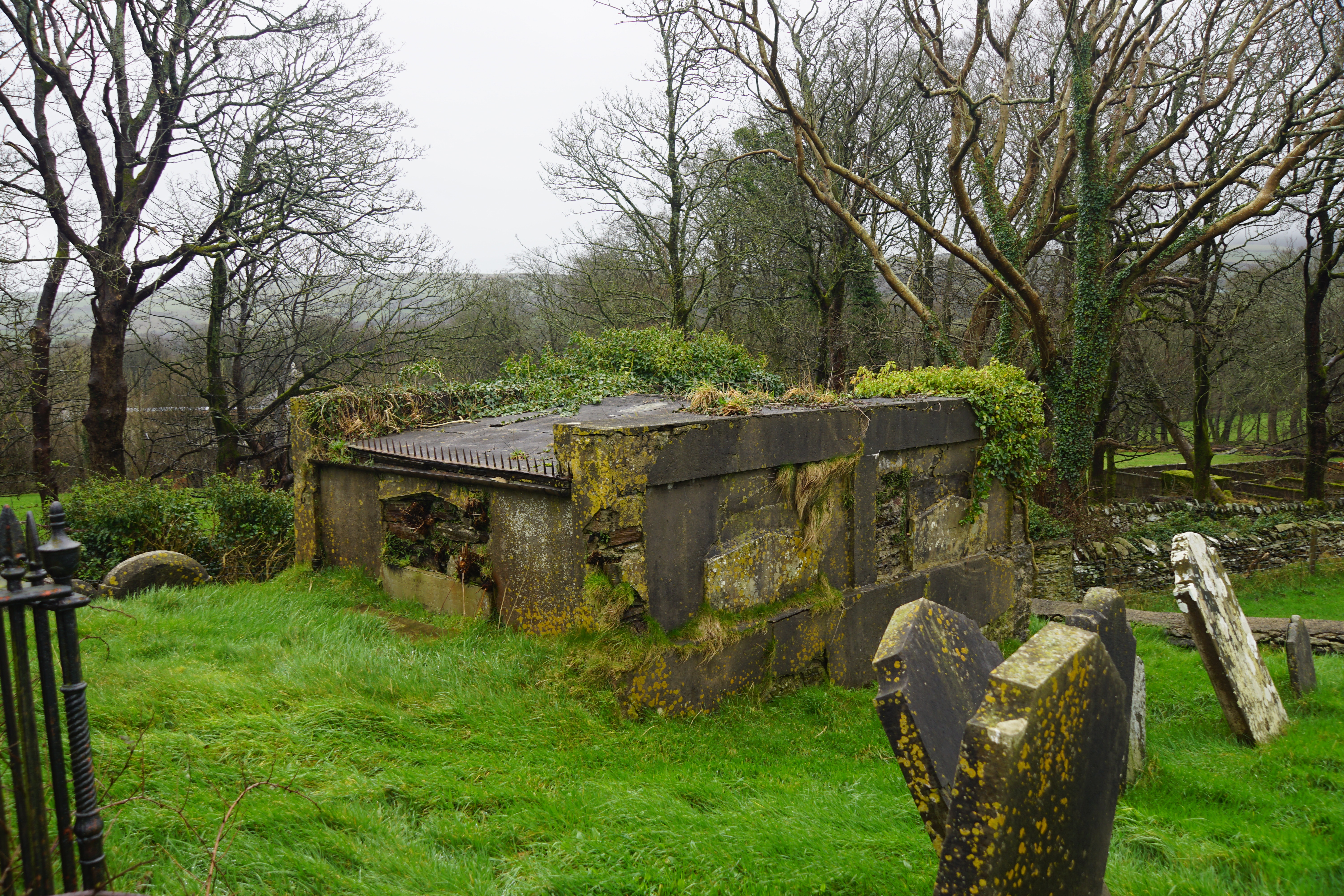
Victoriaans mausoleum op de begraafplaats.
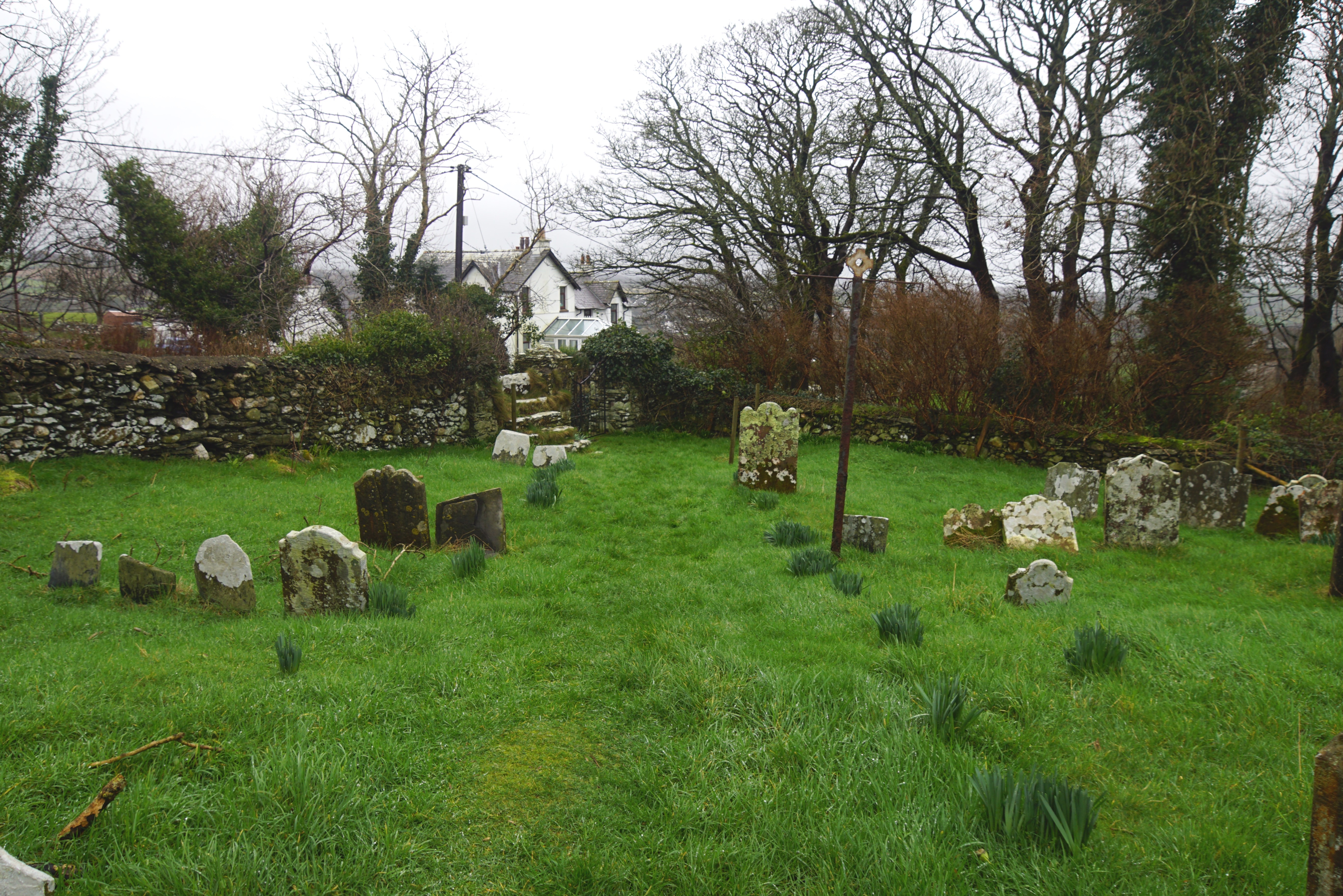
Begraafplaats ten oosten van de kerk.

### Kruisen

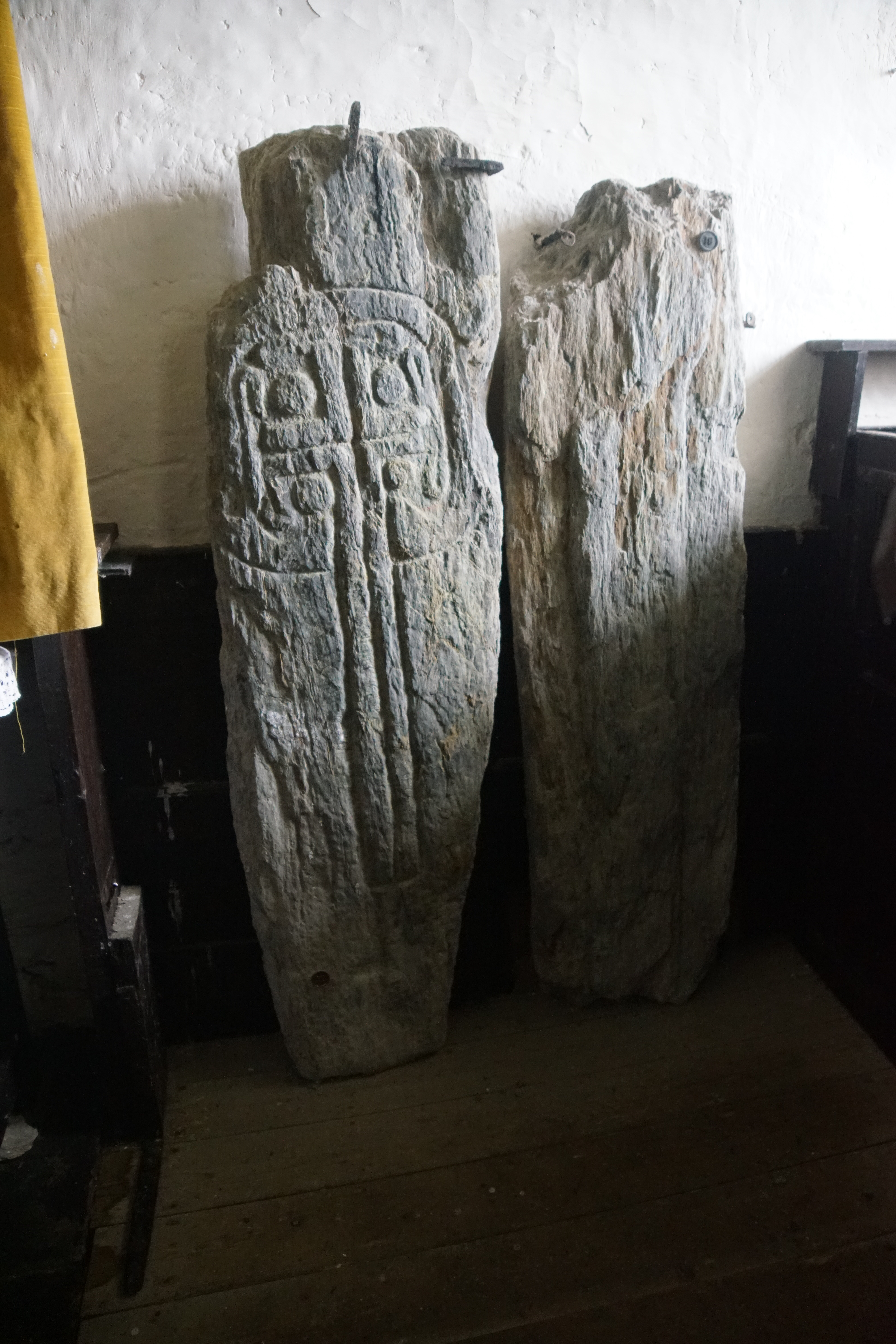
De kruisen nr. 50 en nr. 81.

In de kerk bevinden zich aan de oostzijde twee Viking-grafkruisen uit de achtste / negende en tiende eeuw. 
Het gaat om Manx Cross nummers 50 en 81. Nummer 50 werd bij opgravingen in 1906 gevonden in de noordoostelijke hoek van de kerk. De steen lag omgekeerd en was gebruikt voor een later graf. Er staat een kruis op afgebeeld met een vierkantachtige ring eromheen. Dit kruis stamt uit de achtste of negende eeuw.  Nummer 81 is het fragment van een kruissteen uit de tiende eeuw waar in het midden een kruis is te herkennen. Deze werd ook in 1906 gevonden en was hergebruikt als latei van een deur van de kerk.